# Albert Timbal-Lagrave
Albert Timbal-Lagrave ( 1849 - 1910 ) fue un farmacéutico y botánico francés. Realizó extensas expediciones botánicas a los Pirineos, incluyendo la vertiente española.

## Algunas publicaciones
- 1876. Rapport sur l'herborisation des environs de Muret Haute-Garonne. Ed. Impr. de L. et J.-M. Douladoure. 8 pp.
- 1880. Contribution à l'étude botanique et chimique de l'aconit Napel des Pyrénées. Ed. Impr. de Douladoure-Privat. 17 pp.

### Libros
- 1880. Chimie médicale. Analyse du contenu d'un kyste traumatique. Ed. Impr. de Douladoure. 20 pp.

- La abreviatura «Timb.-Lagr.f.» se emplea para indicar a Albert Timbal-Lagrave como autoridad en la descripción y clasificación científica de los vegetales.[1]